# Caccobius castaneus
Caccobius castaneus är en skalbaggsart som beskrevs av Johann Christoph Friedrich Klug 1855. Caccobius castaneus ingår i släktet Caccobius och familjen bladhorningar. Inga underarter finns listade.